# Altes Herz wird wieder jung
Altes Herz wird wieder jung ist ein deutscher Spielfilm aus dem Jahre 1942 mit Emil Jannings. Regie führte Erich Engel.

## Handlung
Friedrich Wilhelm Hoffmann hat sein ganzes Leben lang all seine Energie in seine Schokoladenfabrik investiert. Das führte dazu, dass sein Privatleben deutlich zu kurz kam und er unverheiratet blieb. Seine drei Neffen Dr. Paul Dehnhardt, Heinrich Hoffmann und Richard Lorenz sind mittlerweile in die Direktion eingetreten, er als Seniorchef bestimmt aber weiterhin die Geschicke der Firma. Seine Verwandtschaft, mit der ihn lediglich das Geschäft verbindet, wartet nur darauf, ihn eines Tages beerben zu können.
Eines Tages taucht eine junge Frau namens Brigitte Lüders auf, die behauptet, seine Enkelin zu sein. Um ihre Abstammungsunterlagen zu vervollständigen, bittet sie den alten Herrn darum, ihr eine Kopie seiner Geburtsurkunde und die seiner Eltern zu überlassen. Friedrich Hoffmann versucht sich zu erinnern. Und tatsächlich, als junger Mann hatte er eine kurze, heftige Liebschaft, die er jedoch auf Druck seines gestrengen Vaters aufgeben musste. Dass aus dieser Affäre ein Kind hervorgegangen ist, war ihm bis dahin unbekannt. Brigitte ist niemand anderer als die Tochter seines Sohnes aus jener, lang zurückliegenden Affäre. Dass sein Sohn im Ersten Weltkrieg gefallen ist, erfährt Hoffmann ebenfalls erst jetzt.
Anfängliche Befürchtungen, das junge Mädchen sei eine „Goldgräberin“, die es nur auf Anteile von Friedrichs Besitz abgesehen habe, zerstreuen sich rasch. Brigitte beweist Friedrich, dass seine Eltern damals ihrer Großmutter eine Art Schweigegeld angeboten hatten, um die mutmaßlich unerwünschte Frau von der Industriellenfamilie fernzuhalten. Entrüstet habe ihre Großmutter, Friedrichs einstige Geliebte, dieses unmoralische Angebot abgelehnt. Brigitte wünscht im Übrigen gar keinen weiteren Kontakt mit den Hoffmanns -- zu sehr haben sich die Verletzungen ihrer Großmutter und ihres Vaters auf sie übertragen. Der alte Hoffmann ist entsetzt, was sich damals alles hinter seinem Rücken abgespielt haben muss, und beauftragt seinen Neffen Paul, Nachforschungen anzustellen, ohne ihm weitere Details zu den Hintergründen zu nennen.
Auf Empfehlung von Friedrichs Großnichte Lilo, die mit Brigitte befreundet ist, stellt der Womanizer Paul die junge Frau, die sich eigentlich als Stenotypistin bei einer Behörde bewerben wollte, ein. Als sich der alte Hoffmann und Brigitte eines Tages in der Firma zufällig über den Weg laufen, sind beide ebenso überrascht wie unangenehm berührt, ahnte Friedrich Hoffmann doch nichts von Pauls neuester „Eroberung“. Paul beginnt ernstes Interesse an Brigitte zu entwickeln, und auch Friedrich Hoffmann fängt an, seine anfänglichen Bedenken Brigitte gegenüber zu revidieren. Nur die restliche Verwandtschaft wird immer misstrauischer, wittert sie doch einen Fall von Erbschleicherei, zumal sich der bislang schroff auftretende, alte Hoffmann plötzlich rührend um eine vermeintlich völlig fremde Frau zu kümmern beginnt. Brigitte bringt Sonne in sein geschäftsgraues Leben, sein altes Herz wird wieder jung.
Friedrichs wachsende Zuneigung geht sogar so weit, dass er seine Enkelin Paul abspenstig zu machen versucht und sie bittet, in seine Berliner Villa am Wannsee zu ziehen. Erst jetzt erfährt Paul von Brigittes wahrer Identität, und er beschließt, Nägel mit Köpfen zu machen und sein Leben mit ihr verbringen zu wollen. Eines Tages trommelt Friedrich Hoffmann die ungeliebte Verwandtschaft zusammen, um dieser bei einem Familienfest offiziell Brigitte als ein weiteres Familienmitglied vorzustellen.

## Produktion
Der Film wurde vom 26. August bis 27. November 1942 im Efa-Atelier von Berlin-Halensee gedreht. Die Uraufführung erfolgte am 2. April 1943 in zwei Berliner Lichtspieltheatern.
Altes Herz wird wieder jung war der letzte vollendete Spielfilm von Emil Jannings.
Margit Symo singt Theo Mackebens Lied Für mich könnt‘ die Welt aus lauter Männern besteh‘n.
Die Produktionsleitung hat Walter Lehmann, die Bauten entwarfen Otto Hunte und Karl Vollbrecht. Standfotograf war der spätere Kameramann Eugen Klagemann.
Fritz Soot und Katharina Boenisch wurden in der Oper Otello von Giuseppe Verdi von Kammersänger Max Lorenz (Tenor) und Kammersängerin Tiana Lemnitz (Sopran) synchronisiert.
Der mit dem Prädikat „künstlerisch besonders wertvoll“ ausgezeichnete Film kostete rund 1,885 Millionen Reichsmark.
Altes Herz wird wieder jung lief im August 1943 auch in Schweden und Finnland an. Im Rahmen der Basler Filmausstellung Kunst und Technik wurde der Film im Oktober 1943 erstmals dem Schweizer Publikum vorgestellt. Im Dezember desselben Jahres fand die Premiere in Dänemark statt. Die portugiesische Erstaufführung war ebenfalls noch vor Kriegsende, im März 1945.
Altes Herz wird wieder jung wurde 1958 als Man müßte nochmal zwanzig sein in Österreich neu verfilmt. Eine weitere Neuverfilmung erfolgte 1999 ebenfalls in Österreich unter dem Titel Ein Herz wird wieder jung.

## Kritik
Das große Personenlexikon des Films nannte die beiden letzten Jannings-Filme, Altes Herz wird wieder jung und die ebenfalls von Engel inszenierte, unvollendet gebliebene Produktion Wo ist Herr Belling?, zwei „harmlose Komödien […] aus dem Industriellen-  und Gesellschaftsmilieu, in denen Emil Jannings altväterlich-nachsichtige und gütige Patriarchen verkörperte“.
Das Lexikon des Internationalen Films urteilte über Altes Herz wird wieder jung: „Durch ein Drehbuch mit Hand und Fuß, durch Engels straffe Regie und Jannings‘ sympathische Darstellung gerieten die familiären Verwicklungen um einen gutherzigen 70jährigen Junggesellen zu einem unterhaltenden Lustspiel ohne die berechnete Prüderie zeitgenössischer Produktionen.“
Bogusław Drewniaks Der deutsche Film 1938-1945 nannte Altes Herz wird wieder jung „ein Loblied auf die Familie als Lebensform“.
Wie Drewniak berichtet, soll sich Anfang 1944 auch „die dänische Presse lobend über Emil Jannings‘ Spiel“ geäußert haben.
Der Onlineauftritt der Zeitschrift Cinema schrieb über den Film: „Lockeres Lustspiel mit schwungvoller Musik“.